# Arlet Levandi
Arlet Levandi (* 28. November 2005 in Tallinn) ist ein estnischer Eiskunstläufer, der im Einzellauf antritt.

## Persönliches
Arlet Levandi ist der Sohn von Anna Levandi (geb. Kondraschowa) und Allar Levandi. Beide Eltern waren früher im Wintersport erfolgreich: Seine Mutter war in den 1980er Jahren dreimal sowjetische Meisterin im Eiskunstlauf und ist die Vize-Weltmeisterin von 1984. Sein Vater vertrat als Nordischer Kombinierer erst die Sowjetunion, dann Estland bei den Olympischen Winterspielen 1988 (wo er die Bronzemedaille im Einzelrennen gewann), 1992 und 1994. Arlet Levandi hat zwei ältere Brüder, Anders und Armand.

## Sportliche Karriere
Arlet Levandi begann 2005 mit dem Eiskunstlauf. Er trainiert bei seiner Mutter in deren eigenem Verein Anna Levandi FSC Tallinn, gemeinsam mit Eva-Lotta Kiibus, die ebenfalls Estland im internationalen Wettbewerb vertritt.

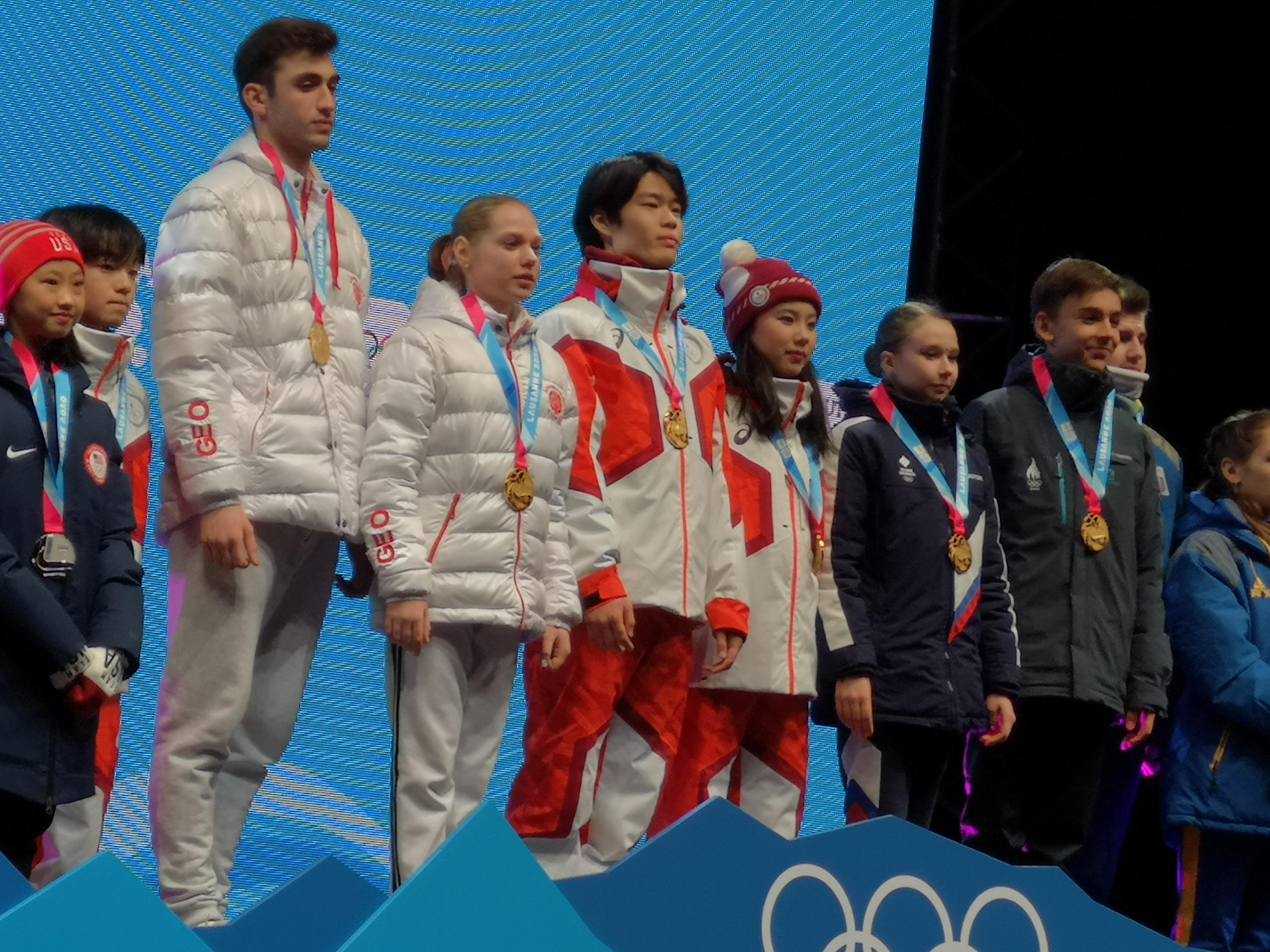
Arlet Levandi (rechts) bei der Medaillenverleihung der Olympischen Jugend-Winterspiele mit seinem Team (von links nach rechts: Luka Berulawa, Alina Butaeva, Shingo Nishiyama, Utana Yoshida, Xenija Sinizyna)

Bei seiner ersten Teilnahme bei den Estnischen Meisterschaften 2019 belegte er den 4. Platz. 2020 nahm er an den Olympischen Jugend-Winterspielen in Lausanne teil. Er belegte im individuellen Wettbewerb den 12. Platz. Im Teamwettbewerb gewann er mit seinem internationalen Team die Goldmedaille.
In den folgenden Jahren gewann Levandi bei den Estnischen Meisterschaften zweimal die Silbermedaille hinter Aleksandr Selevko.
Beim Europäischen Olympischen Winter-Jugendfestival 2021 gewann er die Goldmedaille. Im selben Jahr gewann er zwei Silbermedaillen im Junior Grand Prix. Bei den Juniorenweltmeisterschaften 2022 wurde er 12. Die Saison 2021/22 war sein Übergang zum internationalen Wettbewerb der Erwachsenen. Er vertrat Estland bei den Europameisterschaften 2022, wo er den 14. Platz erreichte. In dieser Saison trat Levandi mit einem Kurzprogramm zu einer Carmen-Bearbeitung des Künstlers Stromae und einer Kür zur Filmmusik Die Erde von oben von Armand Amar an. Für das Kurzprogramm engagierte er zum ersten Mal den Choreografen Benoît Richaud, die Kür entwickelte der georgische Eiskunstläufer Wachtang Murwanidse, der bis dahin die Choreografien für seine Junioren-Karriere entwickelt hatte.
In der Saison 2022/23 tritt Levandi mit einem Kurzprogramm zu Musik von Shigeru Umebayashi und Philip Glass und einer Kür zu Musik aus dem Film Tron: Legacy an. Beide Choreografien entwickelte Benoît Richaud. Er erhielt seine erste Einladung in die Grand-Prix-Serie. Beim Grand Prix Espoo belegte er den 7. Platz. Bei seinen zweiten Juniorenweltmeisterschaften erreichte er Platz 9.

## Ergebnisse
| Meisterschaft/Saison              | 2019/20 | 2020/21 | 2021/22 | 2022/23 |
| --------------------------------- | ------- | ------- | ------- | ------- |
| Europameisterschaften             |         |         | 14.     |         |
| Estnische Meisterschaften         | 4.      | 2.      | 2.      | 3.      |
| Grand-Prix-Serie/Saison           | 2019/20 | 2020/21 | 2021/22 | 2022/23 |
| Grand Prix Espoo                  |         |         |         | 7.      |
| Challenger-Serie/Saison           | 2019/20 | 2020/21 | 2021/22 | 2022/23 |
| Cup of Austria                    |         |         | 6.      |         |
| Finlandia Trophy                  |         |         | 7.      | 10.     |
| Lombardia Trophy                  |         |         | 7.      |         |
| U.S. International Classic        |         |         |         | 7.      |
| Warsaw Cup                        |         |         |         | 14.     |
| Juniorenwettbewerb/Saison         | 2019/20 | 2020/21 | 2021/22 | 2022/23 |
| Olympische Jugend-Winterspiele    | 12.     |         |         |         |
| Juniorenweltmeisterschaften       |         |         | 12.     | 9.      |
| EYOF                              |         |         | 1.      |         |
| Junior Grand Prix Frankreich      |         |         | 2.      |         |
| Junior Grand Prix Slowenien       |         |         | 2.      |         |
| Estnische Juniorenmeisterschaften | 3.      |         | 2.      |         |